# Austin Island
Austin Island – niezamieszkana wyspa należąca do archipelagu arktycznego znajdująca się w regionie Kivalliq, Nunavut, Kanada. Najbliższą miejscowością jest Arviat, ok. 23 km na zachód.